# Lagleygeolle
Lagleygeolle (okzitanisch La Gleisòla) ist eine französische Gemeinde mit 224 Einwohnern (Stand 1. Januar 2022) in der Region Nouvelle-Aquitaine im Département Corrèze am westlichen Rand des Zentralmassivs.

## Geografie
Tulle, die Präfektur des Départements, liegt ungefähr 33 Kilometer nordöstlich, Brive-la-Gaillarde etwa 20 Kilometer nordwestlich und Beaulieu-sur-Dordogne rund 25 Kilometer südöstlich.

### Geographie
Das Gemeindegebiet wird vom Bach Vanne durchzogen, der zur Roanne entwässert. An der südöstlichen Grenze verläuft der Fluss Sourdoire, ganz im Süden der Gemeinde entspringt sein späterer Zufluss Maumont.
Nachbargemeinden von Lagleygeolle sind Beynat im Norden, Sérilhac und Le Pescher im Osten, Saint-Bazile-de-Meyssac und Meyssac im Süden, Collonges-la-Rouge und Noailhac im Westen und Lanteuil im Nordwesten.

### Verkehr
Die Anschlussstelle 52 zur Autoroute A20 liegt etwa 17 Kilometer nordwestlich.

## Wappen
Beschreibung: In Schwarz ein aufrechter goldgezungter und so bewehrter silberner Löwe mit goldener Krone.

## Bevölkerungsentwicklung
| Jahr      | 1962 | 1968 | 1975 | 1982 | 1990 | 1999 | 2007 | 2016 |
| Einwohner | 321  | 323  | 300  | 255  | 257  | 235  | 236  | 219  |